# San Pedro Sula (gmina)
San Pedro Sula – gmina (municipio) w północnym Hondurasie, w departamencie Cortés. W 2010 roku zamieszkana była przez ok. 719,4 tys. mieszkańców. Siedzibą administracyjną jest miasto San Pedro Sula.

## Położenie
Gmina położona jest w północnej części departamentu. Graniczy z 5 gminami:
- Omoa i Choloma od północy,
- La Lima od wschodu,
- Villanueva od południa,
- Quimistán od zachodu.

## Miejscowości
Według Narodowego Instytutu Statystycznego Hondurasu w 2001 roku na terenie gminy położone były miasta i wsie:

- San Pedro Sula
- Artemisales
- Bañaderos
- Berlín
- Buena Vista
- Buenos Aires de Bañaderos
- Campo La Mesa
- Cofradía
- Copén
- Corrientes
- Chotepe
- El Corbano
- El Gallito
- El Palmar
- El Zapotal Sur
- Flor del Valle
- La Ceibita
- La Cuchilla de la Nueva Concepción
- La Cumbre
- La Fortuna
- La Libertad
- La Neblina de Miramar
- La Pita
- La Unión de Río Frío
- La Virtud
- Laguna de Bañaderos
- Las Brisas del Merendón
- Las Delicias
- Las Flores de Río Frío
- Las Juntas de Bañaderos
- Mayén
- Miramelinda
- Naco
- Nuevo Edén
- Peñitas Abajo
- Peñitas Arriba
- Per
- Sabana de Jucutuma
- San Antonio de Las Palmas
- San Antonio del Per
- San Cristóbal
- San José de Cortés
- San José del Boquerón
- San José de Manchaguala
- San Lorenzo
- San Martín
- Santa Ana
- Santa Elena
- Santa Lucía
- Santa Margarita oGuanales
- Santa Marta
- Santa Teresa de Bañaderos
- Tomalá
- Zapotal del Norte

Dodatkowo na jej obszarze znajdowały się 143 przysiółki.

## Demografia
Według danych honduraskiego Narodowego Instytutu Statystycznego na rok 2010 struktura wiekowa i płciowa ludności w gminie przedstawiała się następująco:
| Wiek           | 0–3    | 4–6    | 7–12   | 13–17  | 18–24  | 25–64   | 65+    | razem   |
| San Pedro Sula | 66 037 | 49 481 | 96 953 | 75 113 | 91 973 | 312 823 | 27 067 | 719 447 |
| Mężczyźni      | 34 026 | 25 716 | 49 955 | 37 472 | 43 181 | 148 008 | 10 869 | 349 226 |
| Kobiety        | 32 011 | 23 765 | 46 998 | 37 641 | 48 792 | 164 815 | 16 198 | 370 220 |